# Elezioni parlamentari in Austria del 1995
Le elezioni parlamentari in Austria del 1995 si tennero il 17 dicembre per il rinnovo del Nationalrat, il Consiglio nazionale.
In seguito all'esito elettorale, Franz Vranitzky, esponente del Partito Socialdemocratico d'Austria, fu confermato Cancelliere; nel 1997 gli successe Viktor Klima, espressione dello stesso partito.

## Risultati
| Liste                               | Voti      | %     | Seggi |
| ----------------------------------- | --------- | ----- | ----- |
| Partito Socialdemocratico d'Austria | 1 843 679 | 38,06 | 71    |
| Partito Popolare Austriaco          | 1 370 497 | 28,29 | 52    |
| Partito della Libertà Austriaco     | 1 060 175 | 21,89 | 41    |
| Forum Liberale                      | 267 078   | 5,51  | 10    |
| I Verdi                             | 233 232   | 4,81  | 9     |
| Iniziativa Cittadina No all'UE      | 53 184    | 1,10  | –     |
| Partito Comunista d'Austria         | 13 939    | 0,29  | –     |
| Partito della Legge Naturale        | 1 634     | 0,03  | –     |
| Il Partito Migliore                 | 830       | 0,02  | –     |
| Totale                              | 4 844 248 | 100   | 183   |

| Riepilogo dei voti (+/- elezioni 1994)  | Riepilogo dei voti (+/- elezioni 1994) | Riepilogo dei voti (+/- elezioni 1994) | Riepilogo dei voti (+/- elezioni 1994) | Riepilogo dei voti (+/- elezioni 1994) | Riepilogo dei voti (+/- elezioni 1994) | Riepilogo dei voti (+/- elezioni 1994) |
| --------------------------------------- | -------------------------------------- | -------------------------------------- | -------------------------------------- | -------------------------------------- | -------------------------------------- | -------------------------------------- |
| Partito Socialdemocratico d'Austria     | Partito Socialdemocratico d'Austria    | Partito Socialdemocratico d'Austria    |                                        |                                        | 38,06%                                 | ▲ 3,14                                 |
| Partito Popolare Austriaco              | Partito Popolare Austriaco             | Partito Popolare Austriaco             |                                        |                                        | 28,29%                                 | ▲ 0,62                                 |
| Partito della Libertà Austriaco         | Partito della Libertà Austriaco        | Partito della Libertà Austriaco        |                                        |                                        | 21,89%                                 | ▼ 0,61                                 |
| Forum Liberale                          | Forum Liberale                         | Forum Liberale                         |                                        |                                        | 5,51%                                  | ▼ 0,45                                 |
| I Verdi                                 | I Verdi                                | I Verdi                                |                                        |                                        | 4,81%                                  | ▼ 2,50                                 |
| Iniziativa Cittadina No all'UE          | Iniziativa Cittadina No all'UE         | Iniziativa Cittadina No all'UE         |                                        |                                        | 1,10%                                  | ▲ 0,20                                 |
| Altri <1,00%                            | Altri <1,00%                           | Altri <1,00%                           |                                        |                                        | 0,34%                                  | ▲ 1,30                                 |
| Riepilogo dei seggi (+/- elezioni 1994) |                                        |                                        |                                        |                                        |                                        |                                        |
|                                         |                                        |                                        |                                        |                                        |                                        |                                        |
| SPÖ                                     | 71                                     | ▲ 6                                    |                                        | Die Grünen                             | 9                                      | ▼ 4                                    |
| LIF                                     | 10                                     | ▼ 1                                    |                                        | ÖVP                                    | 52                                     | ━                                      |
| FPÖ                                     | 41                                     | ▼ 1                                    |                                        |                                        |                                        |                                        |